# Mission: Impossible – Národ grázlů
Mission: Impossible – Národ grázlů je americký akční film z roku 2015. Režie a scénáře se ujal nový režisér Christopher McQuarrie. Ve filmu si zopakovali své role z předchozích dílů Tom Cruise, Ving Rhames, Simon Pegg, Jeremy Renner a Michelle Monaghanová. Do nových hlavních rolích byli obsazeni Rebecca Fergusonová, Sean Harris, a Alec Baldwin.
Filmová premiéra proběhla ve Vídeňské státní opeře 23. července 2015, ve Spojených státech 31. července 2015 a v Česku měl film premiéru 30. července 2015. Film měl rozpočet 150 miliónů USD, přičemž celosvětově získal 682 miliónů.
Sequel filmu s názvem Mission: Impossible – Fallout měl premiéru 12. července 2018.

## Děj
Poté, co zabránil vojenskému nákladnímu letadlu přepravit nervový plyn prodaný teroristům, je agent IMF Hunt odhodlán dokázat existenci Syndikátu, o kterém CIA nevěří, že existuje. Hunt je ale zajat Syndikátem. Ředitel CIA Alan Hunley ve Washingtonu, D.C. přesvědčí výbor Senátu, aby rozpustil a asimiloval IMF do CIA kvůli jejich destruktivním metodám. Huntovi se podaří uniknout s pomocí agentky MI6, která pracuje v utajení v Sydikátu, Ilsy Faustové. Bez podpory IMF sleduje Hunt své jediné vodítko – blonďatého muže v brýlích, později identifikovaného jako bývalého agenta MI6 Solomona Lane.
O šest měsíců později je Hunt na útěku žijící v Paříži. Později, ve Vídeňské státní opeře Syndikát zabije rakouského kancléře navzdory snaze Hunta a Dunna. Hunt, obviněný z kancléřovy smrti, je pronásledován CIA. William Brandt proto kontaktuje Stickella, aby našel Hunta dříve, než to udělá CIA.
Stickell sleduje Hunta, Dunna a Faustovou do Casablancy, kde se trio vloupe a získá tajný soubor Syndikátu ze zabezpečené budovy. Faustová uteče s daty do Londýna, ale ředitel MI6 Atlee je nenápadně vymaže. Mezitím Hunt zjistí, že data jsou zašifrovaná britská vládní schránka, která k odemknutí vyžaduje biometrické údaje premiéra. Sydikát se dostane do Londýna, aby konfrontovali Faustovou a použijí Dunna a Faustovou k vydírání Hunta, aby jim data dešifroval a doručil je jim. Navzdory Brandtovým protestům Hunt s tím souhlasí.
V rámci Huntova plánu Brandt prozradí Hunleymu jejich polohu. Hunley, Brandt a Atlee se setkají s premiérem v Oxfordu, který potvrzuje, že Syndikát byl projekt navržený Atleem k provádění misí bez dozoru, což premiér odmítne. Atlee se pak ukáže jako Hunt v masce a zajistí biometrické údaje premiéra, což Stickellovi umožní dešifrovat soubor. Když dorazí skutečný Atlee, Hunt ho přinutí přiznat, že založil Syndikát bez povolení a že zakrýval jeho existenci poté, co Lane převzal projekt a obrátil Syndikát proti němu a MI6. Po zjištění, že dešifrovaný soubor obsahuje přístup k 2,4 miliardám liber na různých bankovních účtech, sloužících jako potenciální provozní rozpočet Syndikátu, Hunt data zničí a čísla si zapamatuje.
Na schůzce s Laneem před Towerem Hunt řekne Laneovi, že si zapamatoval data a nabízí se výměnou za Dunna a Faustovou. Dunn uteče poté, co je bomba na něm zneškodněna, zatímco Hunt a Faustová jsou pronásledováni Laneovými muži. Faustová zabije Vintera v boji, zatímco Lane je v bezvědomí zavřen ve skleněné cele a vzat do vazby. Poté, co byl Hunley svědkem úspěchu operace IMF na vlastní kůži, vrací se později s Brandtem do senátního výboru a kryje Hunta a jeho tým, a přesvědčuje výbor, aby obnovil IMF. Po schůzce Brandt blahopřeje Hunleymu, který je nyní novým tajemníkem IMF.

## Obsazení

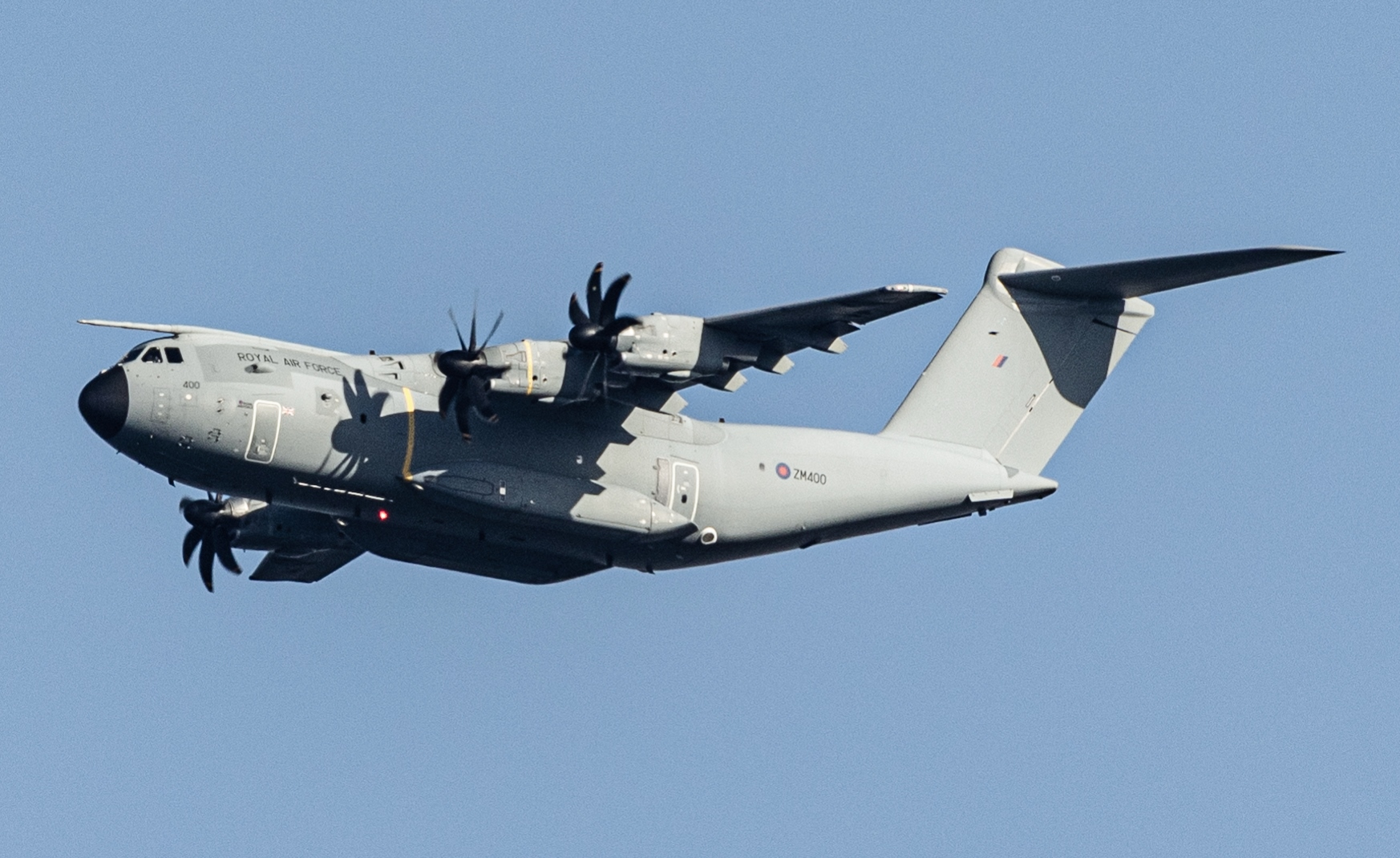
Airbus A400M – nákladní letadlo, na kterém se natáčela úvodní scéna

| Tom Cruise          | Ethan Hunt – agent IMF                                       |
| Jeremy Renner       | William Brandt – agent IMF a analytik                        |
| Simon Pegg          | Benji Dunn – technik a agent IMF                             |
| Rebecca Fergusonová | Ilsa Faustová – agentka MI6 pracující v utajení pro Syndikát |
| Ving Rhames         | Luther Stickell – agent IMF                                  |
| Sean Harris         | Solomon Lane – bývalý agent MI6, šéf Syndikátu               |
| Simon McBurney      | Atlee – agent MI6, tvůrce Sydikátu                           |
| Tom Hollander       | jako premiér Spojeného království                            |
| Jens Hultén         | jako Janik Vinter – bývalý agent KGB                         |
| Alec Baldwin        | Alan Hunley – ředitel CIA                                    |

## Pokračování
V květnu 2015 Paramount začal vyvíjet šestý film série Mission: Impossible. Christopher McQuarrie se vrátil jako scenárista a režisér filmu. Mission: Impossible – Fallout se začal natáčet v dubnu 2017 s datem vydání 12. července 2018.